# Argentyna wielka
Argentyna wielka, argentyna, argentynka, srebrzyk opałek, srebrzyk wielki (Argentina silus) – gatunek morskiej ryby z rodziny srebrzykowatych (Argentinidae). 

## Występowanie
Północny Atlantyk od Spitsbergenu i Grenlandii po Skagerrak i południową Kanadę.
Żyje zazwyczaj na głębokości 150–550 m, spotykana na głębokości do 1440 m p.p.m. Ryba preferuje wody zimne o temperaturze pomiędzy 7°C a 10°C i średnim zasoleniu na poziomie 34‰.
Dojrzałość płciową osiąga w wieku od około 4 do 8 lat. Tarło odbywa się między marcem a czerwcem (czas ten jest uzależniony od obszaru występowania).

## Opis
Dorasta do 50 (maksymalnie 70) cm długości. Pysk krótszy od średnicy oka. Wzdłuż linii bocznej 60–70 łusek.
Żywi się przede wszystkim bezkręgowcami planktonowymi (kryl), obunogami, szczecioszczękami, kałamarnicami, żebropławami, jak również innymi małymi rybami.

## Znaczenie gospodarcze
Ryba jest sprzedawana w handlu detalicznym (świeża, wędzona i mrożona). Mięso jest białe, delikatne i niezbyt ścisłe o smaku słodko-kwaskowatym, kojarzonym z ogórkiem. Bywa wykorzystywane do produkcji pasz dla ryb (mączka, kulki) oraz innych zwierząt hodowlanych. Stanowi często przyłów podczas pozyskiwania dorszy, łososi i halibutów.